# نيشان عثماني

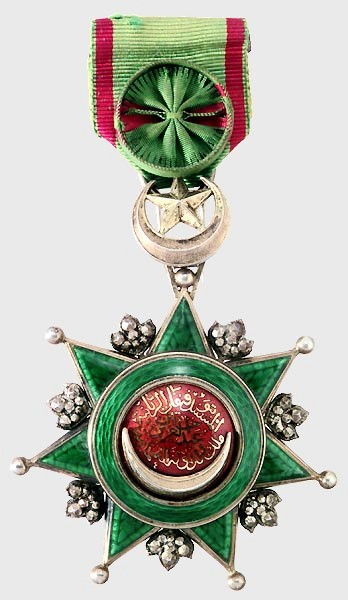
وسام من الدرجة الثالثة.

النيشان العثماني (بالتركية:Osmanlı Devlet Nişanı) وسام عثماني. صُمم هذا النيشان بأمر من السُلطان عبد العزيز الأول في يناير 1862م. وكان على خمسة درجات: المرصع، والأولى، والثانية، والثالثة، والرابعة.

## من الحاصلين عليه
- ألبرت فيكتور دوق كلارنس وأفوندال[3]
- قيصر روسيا ألكسندر الثالث (1 أبريل 1866)
- ألكسندر يوحنا كوزا: أمير مولدوفا.
- المشير الغازي عثمان نوري باشا .
- أوياما إيواو: قائد عسكري ياباني رفيع (27 مايو 1891).
- إيفان إيفازوفسكي (1874)[4]
- بيتر الأول ملك صربيا
- تشارلز جورج غوردون
- تشارلز شاييه-لونغ (1842 ـ 1917): ضابط أمريكي، خدم في الجيش الخديوي المصري بين عامي 1869 و1877، وقام بعدة رحلات كشفية في أواسط أفريقيا.
- جورج الخامس ملك المملكة المتحدة[5]
- الشيخ خزعل الكعبي[6]
- ريجنالد ونجت
- عباس حلمي الثاني خديوي مصر (1895)
- عثمان نوري باشا
- غارنت ولسلي[7]
- فوزي جاكماق (الطبقة الرابعة في 17 يوليو 1906، ثم الثانية في 23 سبتمبر 1917، ثم الأولى في 7 يناير 1918)
- لويس أمير باتنبرغ (أبريل 1869)[8]
- مصطفى كمال (أتاتورك لاحقًا): 1 فبراير 1916.
- ميكلوش هورتي
- نيكولا زيكوف: رئيس أركان الجيش البلغاري في الحرب العالمية الأولى.
- هربرت كتشنر (النيشان العثماني من الطبقة الثالثة في 11 يونيو 1885،[9] ثم الطبقة الثانية في 30 أبريل 1894،[10] ثم الطبقة الأولى في 7 ديسمبر 1896).[11]